# Sremski Karlovci
Sremski Karlovci (izvirno srbsko Сремски Карловци; hrvaško Srijemski Karlovci; nemško Karlowitz, Carlowitz, madžarsko Karlóca, turško Karlofça) je mesto z manj kot 10.000 prebivalci v Vojvodini, Srbija, ki je središče (in obenem edino naselje) istoimenske občine, ki je del Južnobačkega upravnega okraja. V Sremskih Karlovcih je tudi sedež sremske pravoslavne metropolije, do leta 1920 pa celo patriarhije (pred njeno združitvijo s srbsko patriarhijo v Beogradu, kjer je zdaj arieparhija in je v svojem imenu - Beograjsko-karlovška - ohranila tudi Sremske Karlovce, čeprav jih ozemeljsko ne zajema.

## Lega
Sremski Karlovci ležijo okoli 6 km jugovzhodno od Novega Sada na desni obali Donave, sredi hribovitega vinorodnega področja Fruške gore.

## Zgodovina
V starih časih je bil tu pomembno kulturno središče vojvodinskih Srbov in sedež pravoslavne metropolije. Tu je bila leta 1791 ustanovljena prva srbska gimnazija. Kraj je znan tudi po tem, da se je v njem rodil romantični pesnik Branko Radičević, po drugi strani pa je tu tudi veliko kulturno-zgodovinskih spomenikov: patriarhijski dvor z ikonostasom v kapeli, saborna cerkev, Gornja in Donja cerkev, poslopje gimnazije, Mirska kapela, baročni vodnjak, mestni muzej in drugi. Bogat arhiv, najstarejši v Vojvodini, je bil ustanovljen v začetku 18. stoletja. Tu je bil 26. januarja 1699 podpisan mir med Habsburško monarhijo in Otomanskim cesarstvom. S podpisom miru se je končal turški prodor na Zahod; Avstrija pa je dobila Ogrsko in Transilvanijo.

## Demografija
V naselju živi 7105 polnoletnih prebivalcev, pri čemer je njihova povprečna starost 39,8 let (38,5 pri moških in 41,1 pri ženskah). Naselje ima 2966 gospodinjstev, pri čemer je povprečno število članov na gospodinjstvo 2,98.
To naselje je, glede na rezultate popisa iz leta 2002, v glavnem srbsko.
|  |

| Demografija | Demografija     | Demografija     |
| Leto        | Št. prebivalcev | Št. prebivalcev |
| ----------- | --------------- | --------------- |
|             |                 |                 |
|             |                 |                 |
|             |                 |                 |
|             |                 |                 |
| 1948        | 5350            |                 |
| 1953        | 5618            |                 |
| 1961        | 6390            |                 |
| 1971        | 7040            |                 |
| 1981        | 7547            |                 |
| 1991        | 7534            | 7403            |
| 2002        | 9060            | 8839            |
|             |                 |                 |

| Etnična sestava po popisu iz leta 2002 | Etnična sestava po popisu iz leta 2002 | Etnična sestava po popisu iz leta 2002 | Etnična sestava po popisu iz leta 2002 | Etnična sestava po popisu iz leta 2002 |
| -------------------------------------- | -------------------------------------- | -------------------------------------- | -------------------------------------- | -------------------------------------- |
| Srbi                                   | Srbi                                   |                                        | 6.664                                  | 75,39%                                 |
| Hrvati                                 | Hrvati                                 |                                        | 753                                    | 8,51%                                  |
| Jugoslovani                            | Jugoslovani                            |                                        | 254                                    | 2,87%                                  |
| Madžari                                | Madžari                                |                                        | 215                                    | 2,43%                                  |
| Črnogorci                              | Črnogorci                              |                                        | 89                                     | 1,00%                                  |
| Nemci                                  | Nemci                                  |                                        | 71                                     | 0,80%                                  |
| Slovaki                                | Slovaki                                |                                        | 27                                     | 0,30%                                  |
| Slovenci                               | Slovenci                               |                                        | 19                                     | 0,21%                                  |
| Makedonci                              | Makedonci                              |                                        | 19                                     | 0,21%                                  |
| Rusini                                 | Rusini                                 |                                        | 14                                     | 0,15%                                  |
| Rusi                                   | Rusi                                   |                                        | 10                                     | 0,11%                                  |
| Romi                                   | Romi                                   |                                        | 10                                     | 0,11%                                  |
| Ukrajinci                              | Ukrajinci                              |                                        | 7                                      | 0,07%                                  |
| Romuni                                 | Romuni                                 |                                        | 6                                      | 0,06%                                  |
| Muslimani                              | Muslimani                              |                                        | 4                                      | 0,04%                                  |
| Albanci                                | Albanci                                |                                        | 4                                      | 0,04%                                  |
| Čehi                                   | Čehi                                   |                                        | 3                                      | 0,03%                                  |
| Bolgari                                | Bolgari                                |                                        | 3                                      | 0,03%                                  |
| Bunjevci                               | Bunjevci                               |                                        | 2                                      | 0,02%                                  |
| Goranci                                | Goranci                                |                                        | 1                                      | 0,01%                                  |
| Neznano                                | Neznano                                |                                        | 329                                    | 3,72%                                  |